# Pedaria tibialis
Pedaria tibialis là một loài bọ cánh cứng trong họ Bọ hung (Scarabaeidae).